# Медаль «Боевое содружество» (Сирия)
Медаль «Боево́е содру́жество» (полное название — Сирийско-российское боевое содружество) — государственная награда Сирийской Арабской Республики.
Учреждена в январе 2016 года с целью награждения граждан Российской Федерации за участие в военной операции против террористических формирований на территории Сирии.
Вручается приказом заместителя Верховного главнокомандующего — заместителя председателя Совета Министров — Министра обороны Сирийской Арабской Республики.

## Описание

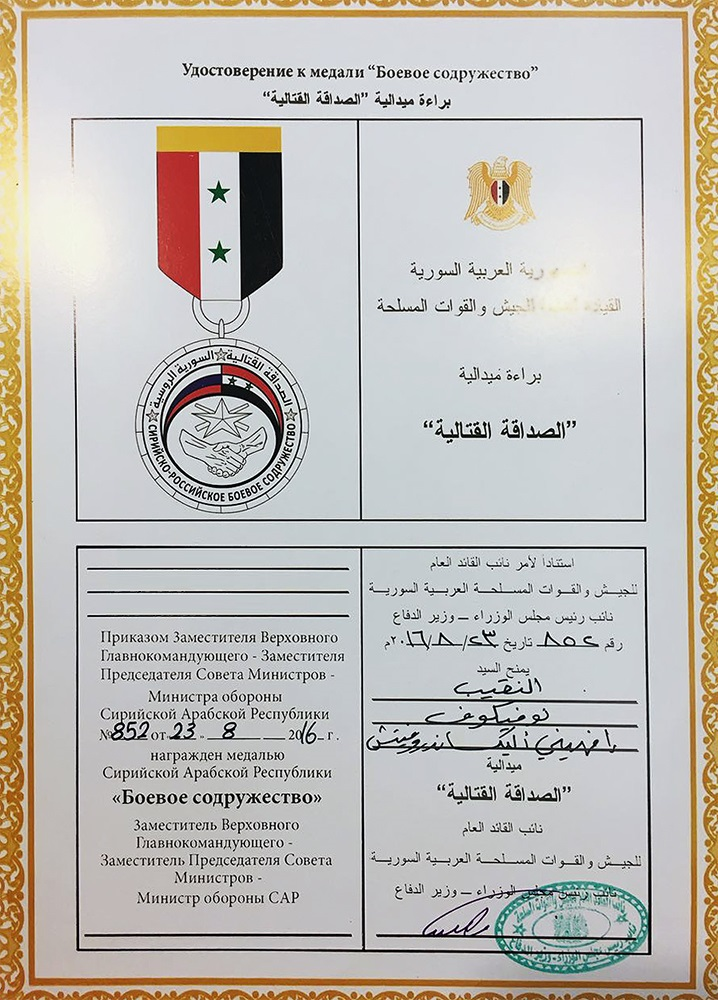
Удостоверение к медали «Боевое содружество»

Медаль представляет собой круглый золотой медальон диаметром 38 мм по центру которого расположена гранённая пятиконечная звезда со скрещёнными за нею ружьями. Ниже звезды располагается рукопожатие, выше государственные флаги Российской Федерации и Сирийской Арабской Республики. По кругу медальона нанесён рельефный текст — «СИРИЙСКО-РОССИЙСКОЕ БОЕВОЕ СОДРУЖЕСТВО», сверху на арабском, снизу на русском языках.
На реверсе медали изображён герб Вооружённых Сил и Армии САР.
Медаль при помощи кольца крепится к ленте.
Лента муаровая, шириной 31 мм, трёх равновеликих полос: чёрной, белой и красной — цветов государственного флага Сирии. На белой полосе ленты в муаре вышиты две зелёные пятиконечные звезды.
Вместе с медалью награждённому вручается лацканный знак «Боевое содружество» и удостоверение к медали.

## История награждений
Согласно источникам в СМИ первыми награждёнными в феврале 2016 года стали участники инцидента с самолётом Су-24 произошедшего 24 ноября 2015 года на государственной границе Сирии с Турцией — лётчики Олег Пешков и Константин Мурахтин, морской пехотинец Александр Позынич.
Позднее награждения медалью удостаивались и гражданские лица приезжавшие в Сирию с целью проведения концертов и других мероприятий для поднятия боевого духа российских военнослужащих. Так, приказом от 23 августа 2016 года № 852, медалью САР «Боевое содружество» были награждены актёры кино Сергей Маховиков и Виктория Тарасова. Приказом от 6 августа 2017 года № 659 награждён Святейший Владыка Митрополит Рафаил.
17 января 2017 года, по случаю объявления об окончании основной фазы военной операции в Сирии, на аэродроме Хмеймим состоялось награждение пятнадцати лётчиков бомбардировщиков Су-24М перед возвращением их домой.
Заместитель командующего ВВС Сирии дивизионный генерал Мустафа Фарес, вручавший награды, подчеркнул, что российская помощь сирийской армии «склонила чашу весов в войне против терроризма в сторону првительственных сил». «Вы продемонстрировали высокий профессионализм в ходе выполнения задач. Он явился воплощением славных традиций российской армии и крепости дружеских взаимоотношений, связывающих наши государства, армии и народы на протяжении десятилетий» — добавил генерал.